# Solfara Cappadone
La solfara Cappadone o miniera Cappadone è stata una miniera di zolfo, sita in provincia di Agrigento nelle vicinanze di Cianciana in località Falconera.
La solfatara, già attiva nel 1839, risulta oggi abbandonata.